# Тодор Зелев
Тодор Зелев е български революционер, деец на Вътрешната македоно-одринска революционна организация.

## Биография
Тодор Зелев е роден в 1872 година в град Кукуш, тогава в Османската империя, днес Килкис, Гърция. Влиза във ВМОРО и до Младотурската революция в 1908 година е касиер на околийския революционен комитет в Кукуш.
При избухването на Балканската война в 1912 година е доброволец в Македоно-одринското опълчение и служи в Инженерно-техническата част на опълчението, а по-късно в 1 рота на 1 дебърска дружина.